# Johann Gottfried Hoche
Johann Gottfried Hoche (* 24. August 1760 in Gratzungen; † 2. Mai 1836 in Gröningen) war ein deutscher lutherischer Theologe und Historiker.

## Leben
Johann Gottfried Hoche wurde als drittes von sechs Kindern seiner Eltern am 24. August 1760 in Gratzungen  in der Grafschaft Hohenstein geboren und dort am 26. August 1760 getauft. Seine Eltern waren der Ackermann Andreas Christoph Hoche (1724–1796) und seine Ehefrau Catharina Margaretha Hoche, geb. Schoenstedt (1730–1772). Diese schlossen am 16. Februar 1752 in Mitteldorf die Ehe.
Bis in die Anfänge der Kirchenbücher (um 1600) lässt sich die Familie in Gratzungen nachweisen. Die Geschwister von Johann Gottfried Hoche waren:
1. Dorothea Christiane, * 26. September 1755
2. Johann August Friedrich, * 18. Juni 1758, verstarb aber schon am 30. November 1760
3. Johann August Friedrich, jüngerer Bruder, * 7. Februar 1762, erhielt die Namen des verstorbenen Bruders.
4. Maria Elisabeth, * 14. März 1766
5. Anna Elisabeth, * 11. September 1769

Am 3. Januar 1772 verstarb die Mutter nach der Geburt eines toten Sohnes und hinterließ ihren Mann mit sechs Kindern. Eine zweite Ehe des Vaters konnte bisher nicht nachgewiesen werden.
Hoche erhielt seine Schulbildung an der Stadtschule in Ellrich am Harz und von 1778 bis 1785 an der Großen Schule in Wolfenbüttel. Anschließend studierte er in Halle Evangelische Theologie und Geschichte und war dort Famulus bei Johann Salomo Semler und Johann August Nösselt.
Die Absicht, sich an die Universität Erlangen für das Fach Geschichte zu habilitieren, konnte er aus familiären Gründen nicht verwirklichen. So lebte er, mit wissenschaftlichen Arbeiten beschäftigt, in Halberstadt und gehörte der „Königlich litterarischen Gesellschaft in Halberstadt“ an. Zeitweise war er Hofmeister bei einem Freiherrn von der Horst in der Nähe von Minden. 1795 wurde er Prediger in Rödinghausen bei Herford. Von hier aus unternahm er u. a. eine Reise in das Saterland.
Im Jahre 1800 wurde er nach Gröningen bei Halberstadt als zweiter Geistlicher berufen, dort bereits 1805 zum Oberprediger und Superintendenten befördert und bald darauf, unter Beibehaltung dieses Amtes, zum Rat im Konsistorium in Halberstadt ernannt. Dieses Amt verwaltete er bis zur Auflösung des Halberstädter Konsistoriums 1816 infolge der neuen Provinzialeinteilung Preußens. Die ihm zur Fortführung dieser Tätigkeit angebotene Übersiedelung nach Magdeburg, Hauptstadt der Provinz Sachsen und Sitz des neuen Provinzialkonsistoriums, lehnte er ab. Er blieb bis zu seinem Tod in Gröningen.
Am 2. Mai 1836 erlag Hoche den Folgen einer Typhuserkrankung und der dann folgenden gänzlichen Entkräftung. Er hinterließ seine Ehefrau mit sieben Kindern, wovon noch zwei minderjährig waren. Am 6. Mei 1836 wurde Hoche in Gröningen bestattet.
Durch fehlerhafte Angaben zum Alter Hoches im Sterbeeintrag, zudem vermutlich auch fehlerhafter Überlieferung seiner Angehörigen, kam es zu verschiedenen Angaben von Geburtsdaten z. B. in der Deutschen Biografie wie auch im Magdeburger Biographisches Lexikon. Der Sterbeeintrag ist zwar kurz nach dem Tod Hoches korrigiert und um das richtige Geburtsdatum den 24. August 1760 ergänzt wurden, jedoch wurde der Fehler bisher in den Lexika nie geändert.

## Schriften

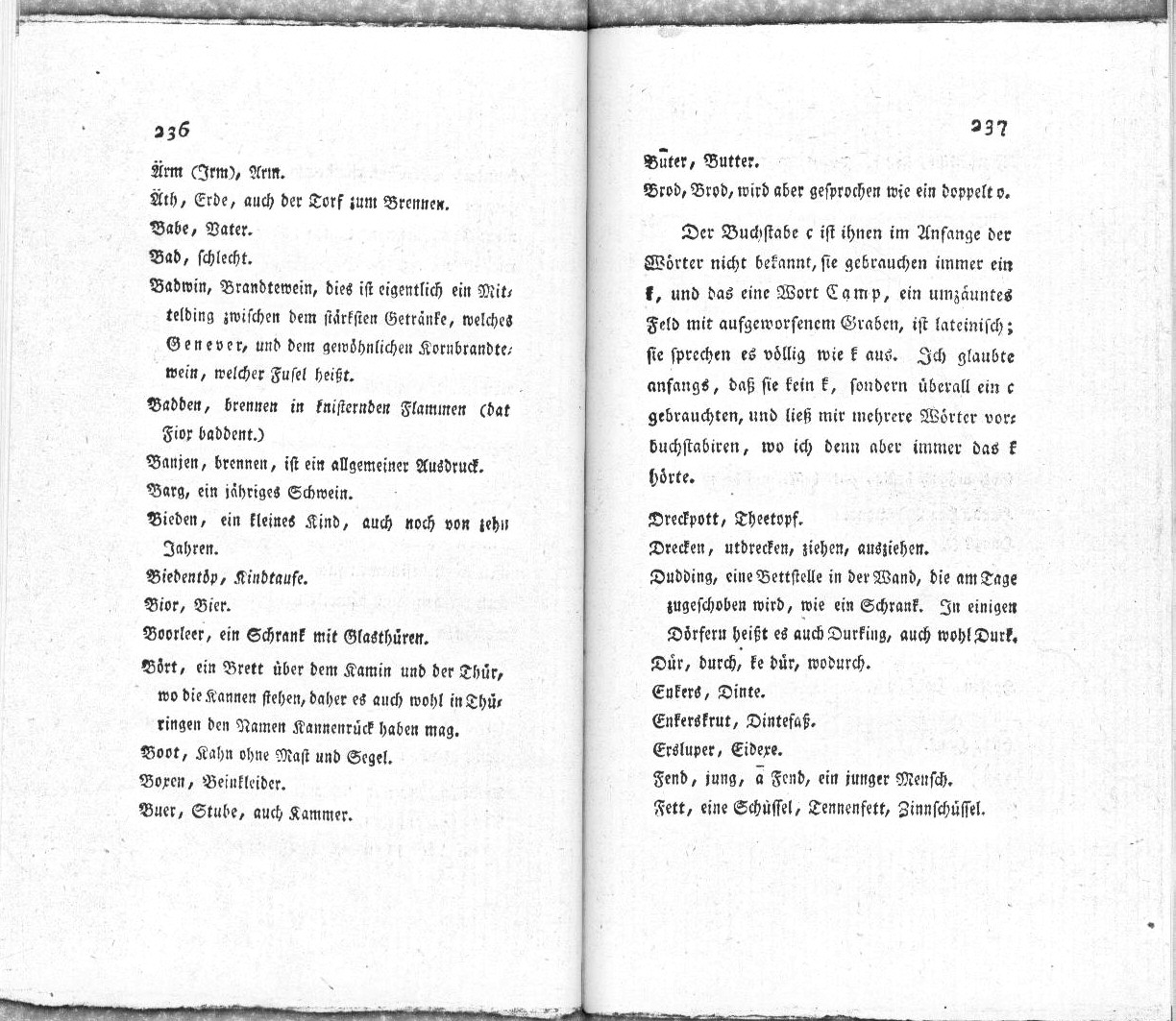
Auszug aus Reise durch Osnabrück und Niedermünster in das Saterland, Ostfriesland und Gröningen

Hoche war nach verschiedenen Seiten hin schriftstellerisch tätig; am bekanntesten sind seine historischen Arbeiten, namentlich die Vollständige Geschichte der Grafschaft Hohenstein (1790), welche zuletzt im Jahre 2000 neu aufgelegt wurde. Mit besonderer Vorliebe beschäftigte er sich mit der Geschichte der Niederlande und Nordwestdeutschlands: 1791 erschien seine Historische Untersuchung über die niederländischen Colonien in Niederdeutschland, 1796 seine Geschichte der Statthalterschaft in den Niederlanden, 1800 seine Reise in das Saterland, Ostfriesland und Gröningen.
Aus der großen Zahl theologischer Gelegenheitsschriften hervorzuheben ist die seinerzeit großes Aufsehen erregende Kleinschrift Geschichte des päpstlichen Jubeljahres (1825), welche auf den Index gesetzt wurde. Auch an Romanen versuchte sich Hoche mehrfach, u. a. mit Des Amtmanns Tochter von Lüde (1797).
Hoches schriftstellerische Begabungen setzten sich bei seinen Töchtern Eulalia Merx (1811–1908) und Louise Aston (1814–1871) fort.

## Werke
- Vertraute Briefe über die jetzige abentheuerliche Lesesucht. Hannover, 1794. (Digitalisat und Volltext im Deutschen Textarchiv)